# Sallisaw (Oklahoma)
Sallisaw es una ciudad ubicada en el condado de Sequoyah, Oklahoma, Estados Unidos. Tiene una población estimada, a mediados de 2021, de 8483 habitantes.
Es parte del área metropolitana de Fort Smith.
Está situada en la llamada Nación Cherokee. La tribu administra un casino en la localidad (Cherokee Casino Sallisaw).

## Geografía
La ciudad está ubicada en las coordenadas 35°27′37″N 94°48′24″O / 35.46028, -94.80667 (35.46036, -94.806617).

## Demografía
Según el censo de 2020, en ese momento había 8510 personas viviendo en la ciudad. El 55.59 % de los habitantes eran blancos, el 24.43% eran amerindios, el 1.53% eran afroamericanos, el 0.83% eran asiáticos, el 0.02% eran isleños del Pacífico, el 2.88% eran de otras razas y el 14.71% eran de una mezcla de razas. Del total de la población, el 6.70% eran hispanos o latinos de cualquier raza.
De acuerdo con los datos de la Oficina del Censo, en 2000 los ingresos medios de los hogares de la localidad eran de $27,225 y los ingresos medios de las familias eran de $35,844. Los hombres tenían ingresos medios por $28,309 frente a los $20,052 que percibían las mujeres. Los ingresos per cápita para la localidad eran de $15,429. Alrededor del 16.5% de la población estaba por debajo del umbral de pobreza.
Según la estimación 2016-2020 de la Oficina del Censo, los ingresos medios de los hogares de la localidad son de $33,423 y los ingresos medios de las familias son de $41,737. Los ingresos per cápita en los últimos doce meses, medidos en dólares de 2020, son de $ 18,883.  Alrededor del 32.4% de la población está por debajo del umbral de pobreza.

## Otros datos
Sallisaw es el punto de partida de la familia Joad en Las uvas de la ira, la novela del premio Nobel de Literatura John Steinbeck.